# Strikeforce: Carano vs. Cyborg
 Strikeforce: Carano vs. Cyborg  foi um evento de artes marciais mistas, promovido pelo Strikeforce, ocorrido no dia 15 de agosto de 2009 no HP Pavilion em San Jose, California. O evento foi ao ar na Showtime.

## Background
O evento principal contou com Gina Carano enfrentando Cristiane Justino pelo Cinturão Peso Pena Feminino do Strikeforce.
Cinco rounds de cinco minutos agora caracterizariam das lutas pelo título femininas.
Joe Riggs se retirou de sua luta com Nick Diaz em 23 de Julho de 2009 devido a uma reação adversa a uma droga. Diaz então foi colocado para enfrentar Jay Hieron pelo Cinturão Meio Médio do Strikeforce. Porém, Diaz perdeu um teste de drogas pré-luta mandado pela Comissão Atlética do Estado da Califórnia e teve sua licença para lutar negada. Diaz foi substituído pelo ex-participante do Ultimate Fighter Jesse Taylor e a luta se tornou não válida pelo título.
Renato Sobral era esperado para enfrentar Gegard Mousasi no Affliction: Trilogy em 1 de Agosto de 2009, mas a luta foi cancelada após a cancelação do evento. A luta foi então movida para esse evento, e mudada para uma luta pelo Cinturão Meio Pesado do Strikeforce, que o dono era Sobral.
Josh Thomson, que era esperado para unificar o Cinturão Peso Leve do Strikeforce com o campeão interino Gilbert Melendez, foi incapaz de lutar devido a uma lesão. Mitsuhiro Ishida o substituiu e a luta foi mudada para defesa de título interino de Melendez.
Uma luta brevemente anunciada contando com Erin Toughill foi cancelada. Ela se tornou a lutadora reserva no caso de Gina ou Cris serem incapaz de lutarem.
O evento acumulou aproximadamente 576,000 telespectadores na Showtime.